# Sydney Agudong
Sydney Elizabeth Agudong (* 13. November 2000 auf Kaua'i, Hawaii) ist eine US-amerikanische Schauspielerin und Musikerin, auch bekannt unter dem Künstlernamen Jayne Doe. Sie ist die ältere Schwester der Schauspielerin Siena Agudong.

## Leben
Sydney Agudong wurde im Jahr 2000 auf der Insel Kaua'i geboren. Die Schauspielerin mit europäischen, philippinischen und polynesischen Wurzeln wuchs gemeinsam mit ihrer jüngeren Schwester Siena im US-Bundesstaat Hawaii auf. In einem Interview aus dem Jahr 2024 beschreibt sie die Verbundenheit mit ihrer Heimat und deren lebendiger Kultur.
Die Geschwister wurden bei einem ihrer zahlreichen Tanzkurse von einer Managementfirma aus Los Angeles entdeckt. Agudong spielt Klavier, Gitarre und Ukulele.

### Schauspielkarriere
Bereits im Alter von 11 Jahren nahm Sydney an diversen Vorsprechen teil, wofür sie zwischen Hawaii und Los Angeles pendelte. 2013 gab sie ihr Début vor der Kamera als Ellen im Film Second Chances.
Mit dem Wechsel zur Highschool verschob sich ihr Fokus auf das Privatleben und die schulische Bildung. Jedoch entschied sich Agudong, nach ihrem Abschluss im Jahr 2018, sich erneut dem Schauspiel zu widmen und zog im Alter von 17 Jahren nach Los Angeles.
Der schauspielerische Durchbruch gelang Agudong im Jahr 2025 mit der Live-Action-Verfilmung von Disneys Lilo & Stitch und ihrer ersten großen Hauptrolle als Nani Pelekai.

### Musikkarriere
Sydney Agudong ist neben der Arbeit als Schauspielerin auch eine praktizierende Musikerin. Zu Beginn ihrer Karriere trat sie mit Gesangseinlagen in diversen Talentshows und Wettbewerben auf. So konnte sich die junge Sängerin unter anderem den Titel der Miss Hawaii Preteen und des Pre Teen Talent 2010 sichern.
Die gebürtige Hawaiianerin veröffentlichte frühere Projekte unter dem Künstlernamen Jayne Doe und gab bereits auf verschiedenen Wegen Einblicke in ihre musikalische Arbeit. In der Vergangenheit teilte sie beispielsweise eigene Cover-Versionen bekannter Lieder über die sozialen Medien.
Ihren musikalischen Durchbruch feierte sie mit der Veröffentlichung ihrer ersten Single Welcome to Hollywood im Jahr 2023. Das Lied ist eine Mischung aus Synthesizer-basiertem Tenor und R&B, ähnlich den Werken von Best Coast und Lana Del Ray. Die Künstlerin beschreibt das Lied als Metapher für das Leben in Los Angeles, den Prozess der Ablehnung und die erforderliche mentale Stärke sowie Opferbereitschaft, welcher es bei der Verwirklichung eines Traumes bedarf.

## Filmografie

### Filme
- 2013: Second Chances
- 2021: Turning the Tide (Kurzfilm)
- 2021: West Michigan
- 2021: Cool, Awesome, and Desirable (Kurzfilm)
- 2022: Infamously in Love (Fernsehfilm)
- 2023: Terminally Unique (Kurzfilm)
- 2023: Trapped in the Farmhouse (Fernsehfilm)
- 2024: At Her Feet
- 2025: Lilo & Stitch

### Serien
- 2021: On My Block (Fernsehserie, 2 Episoden)
- 2022: Find Millie Martin (Fernsehserie, Episoden unbekannt)
- 2023: Navy CIS (Fernsehserie, Episode 20x15)

## Diskografie
| Jahr | Titel Album                                                  | Anmerkungen                                                                | Ref.   |
| ---- | ------------------------------------------------------------ | -------------------------------------------------------------------------- | ------ |
| 2022 | Welcome to Hollywood –                                       | Erstveröffentlichung: 14. Januar 2022, als Jayne Doe                       | [ 7 ]  |
| 2024 | YOUTH JUST PEACHY                                            | Erstveröffentlichung: 19. Januar 2024, als Jayne Doe, zusammen mit TRVR?   | [ 8 ]  |
| 2024 | Oblivious MAUCH                                              | Erstveröffentlichung: 11. März 2024, als Jayne Doe, zusammen mit MauMauMau | [ 9 ]  |
| 2025 | Aloha ’Oe Lilo & Stitch (Original Motion Picture Soundtrack) | Erstveröffentlichung: 21. Mai 2024, zusammen mit Maia Kealoha              | [ 10 ] |